# Coccopygia bocagei
La estrilda de Bocage (Coccopygia bocagei) es una especie de ave paseriforme de la familia Estrildidae endémica del oeste de Angola. Anteriormente se consideraba una subespecie de la estrilda ventrigualda meridional (Coccopygia melanotis).